# Afrogamasellus unospinae
Afrogamasellus unospinae är en spindeldjursart som beskrevs av Wolfgang Karg 2003. Afrogamasellus unospinae ingår i släktet Afrogamasellus och familjen Rhodacaridae. Inga underarter finns listade i Catalogue of Life.